# Izii
L'izii és una variant dialectal de la llengua izi-ezaa-ikwo-mgbo que es parla al sud-est de Nigèria, a les LGAs d'Izzi, Abakaliki i Ebonyi, a l'estat d'Ebonyi, a la LGA d'Ado, a l'estat de Benue i a la LGA de Yala, a l'estat de Cross River. L'izii és molt semblant a l'igbo i és considerada una llengua igbo. L'izii és una llengua desenvolupada (5); està estandarditzada i gaudeix d'un ús vigorós per persones de totes les edats. S'ensenya en l'educació primària i té una gramàtica. El 2002 s'hi va traduir la Bíblia. S'escriu en alfabet llatí. El 98% dels 526.000 izzis són cristians; d'aquests, el 80% són protestants i el 20% pertanyen a esglésies cristianes independents. El 2% dels izzis restants creuen en religions tradicionals africanes.